# Кодо (мікрорегіон)
Кодо (порт. Microrregião de Codó) — мікрорегіон в Бразилії, входить в штат Мараньян. Складова частина мезорегіонау Схід штату Мараньян. Населення становить 259 813 чоловік на 2006 рік. Займає площу 9910,230 км². Густота населення — 26,2 чол./км².

## Склад мікрорегіону
До складу мікрорегіону включені наступні муніципалітети:
1. Алту-Алегрі-ду-Мараньян
2. Капінзал-ду-Норті
3. Кодо
4. Короата
5. Періторо
6. Тімбірас

| Бразилія | Це незавершена стаття з географії Бразилії. Ви можете допомогти проєкту, виправивши або дописавши її. |